# Sociedad Química Europea
La Sociedad Química Europea (en inglés, European Chemical Society, EuChemS) es una organización europea sin ánimo de lucro que promueve la colaboración entre sociedades científicas y técnicas sin ánimo de lucro en el campo de la química.
Con sede en Bruselas (Bélgica), la asociación asumió el papel de la Federación de Sociedades Químicas e Instituciones Profesionales Europeas (FECS), fundada en 1970. Actualmente cuenta con 50 Sociedades Miembros y miembros de apoyo, además de otras 19 divisiones y grupos de trabajo. Representa a más de 160.000 químicos de más de 30 países de Europa.
El 26 de agosto de 2022, la Asamblea General de EuChemS eligió a Angela Agostiano, profesora de la Universidad de Bari Aldo Moro (Italia), como presidenta electa de EuChemS. Su mandato como presidenta comenzó en enero de 2023. Nineta Hrastelj es la Secretaria General. Floris Rutjes de la Universidad de Radboud, es vicepresidente de EuChemS.

## Objetivos y función
Al reunir a sociedades químicas nacionales de toda Europa, EuChemS pretende fomentar una comunidad de científicos de diferentes países y brindarles oportunidades para intercambiar ideas, comunicarse, cooperar en proyectos de trabajo y desarrollar sus redes. A su vez, se basa en el conocimiento de esta comunidad para ofrecer asesoramiento científico sólido a los responsables de las políticas a nivel europeo. EuChemS es un actor acreditado oficial de la Agencia Europea de Seguridad Alimentaria (EFSA) y de la Agencia Europea de Sustancias y Mezclas Químicas (ECHA). También se basa en una comunicación científica de calidad para informar mejor a los ciudadanos, a los responsables de la toma de decisiones y a los científicos sobre los últimos avances de la investigación en las ciencias químicas y su papel para afrontar los principales desafíos sociales, ambientales y económicos.
Debido a que la química es particularmente amplia y contiene muchas disciplinas diferentes, EuChemS brinda asesoramiento y conocimiento sobre una amplia gama de temas, incluidos:
- Programas Marco de Investigación de la UE, como Horizonte 2020 y Horizonte Europa.
- Ciencia abierta.
- Educación y STEM.
- Cuestiones ambientales y cambio climático.
- Economía circular.
- Energía renovable.
- Seguridad alimentaria.
- Alfabetización científica.
- Salud.
- Ética e integridad científica.
- Herencia cultural.
- Seguridad química y nuclear.

EuChemS es signatario del registro de Transparencia de la UE. El número de registro es: 03492856440-03.

## Divisiones y grupos de trabajo
Las divisiones científicas y grupos de trabajo de EuChemS son redes en sus propios campos de especialización y promueven la colaboración con otras organizaciones europeas e internacionales. Organizan congresos científicos de alta calidad en ciencias químicas y moleculares y áreas interdisciplinarias.
 
La Red Europea de Jóvenes Químicos (abreviada como EYCN) es la división de miembros más jóvenes de EuChemS.
- Division of Analytical Chemistry[3]
- Division of Chemical Education[4]
- Division of Chemistry and the Environment[5]
- Division of Chemistry in Life Sciences[6]
- Division of Computational Chemistry[7]
- Division of Food Chemistry[8]
- Division of Green and Sustainable Chemistry[9]
- Division of Inorganic Chemistry[10]
- Division of Nuclear and Radiochemistry[11]
- Division of Organic Chemistry[12]
- Division of Organometallic Chemistry[13]
- Division of Physical Chemistry[14]
- Division of Solid State Chemistry[15]
- Division of Chemistry and Energy[16]
- Working Party on Chemistry for Cultural Heritage[17]
- Working party on Ethics in Chemistry[18]
- Working Party on the History of Chemistry[19]

## Eventos
EuChemS organiza una variedad de eventos diferentes, conferencias académicas especializadas, así como el Congreso de Química bienal EuChemS (ECC, de sus siglas en inglés). Se han celebrado 9 congresos desde el primero en 2006, celebrado en Budapest, Hungría.
Los congresos han tenido lugar en: Turín, Italia (2008); Núremberg, Alemania (2010); Praga, Chequia (2012); Estambul, Turquía (2014); Sevilla, España (2016); Liverpool, Reino Unido (2018), Lisboa, Portugal (2022), Dublín, Irlanda (2024). El próximo ECC se celebrará en Amberes, Bélgica, en 2026. Los ECC suelen atraer a unos 2.000 químicos procedentes de más de 50 países de todo el mundo.

## Premios
EuChemS propone varios premios, como la Medalla de Oro de la Química Europea, otorgada en 2018 al Premio Nobel Bernard Feringa y en 2020 a Michele Parrinello; el Premio EuChemS al Servicio; el Premio de Conferencias EuChemS; el Premio Europeo de Jóvenes Químicos; el Premio EuChemS EUCYS; el Premio de Monumentos Históricos de EuChemS, así como varios premios divisionales.
EuChemS implementó en 2020 el programa de becas de su Congreso de Química para apoyar a investigadores en inicio de carrera (estudiantes de licenciatura, másters y doctorado) que asisten activamente a los Congresos de Química EuChemS.

### Medalla de oro de EuChemS
La medalla de oro de EuChemS se otorga para reflejar los logros excepcionales de los científicos que trabajan en el campo de la química en Europa.
2022
Dama Carol Robinson
2020
Michele Parrinello
2018
Bernard L. Feringa

### Premios a los Monumentos Históricos de EuChemS
El Premio EuChemS a los Monumentos Históricos reconoce sitios importantes en la historia de la química en Europa:
2020
Praga, República Checa (50 aniversario de la fundación de EuChemS).
Giessen, Alemania, Laboratorio de Justus Liebig.
2019
Minas de Almadén en España (que producían mercurio para España y el imperio español) y Museo de la Fábrica de Cannabis de Edesa, Grecia (una fábrica conservada que producía cuerdas y bramantes a partir de cáñamo).
2018
La mina Ytterby en Suecia (vinculada al descubrimiento de 8 elementos químicos) y ABEA en Creta, Grecia (una fábrica que procesa aceite de oliva).

## Proyectos y actividades
2019 fue declarado Año Internacional de la Tabla Periódica de Elementos Químicos por las Naciones Unidas, y EuChemS publicó una Tabla Periódica que describe el problema de la abundancia de los elementos químicos para crear conciencia sobre la necesidad de desarrollar mejores capacidades de reciclaje, gestionar los residuos y encontrar materiales alternativos a los elementos que corren el riesgo de quedar inutilizables.

## Miembros y miembros colaboradores
- Sociedad Química Austriaca
- Sociedad Austriaca de Química Analítica
- Real Sociedad Química Flamenca
- Sociedad Real Valona de Química
- Unión de Químicos de Bulgaria
- Sociedad Química Croata
- Unión Panchipriota de Químicos
- Sociedad Química Checa
- Sociedad Química Danesa
- Sociedad Química de Estonia
- Sociedad Química Finlandesa
- Sociedad Química Francesa
- Sociedad Alemana de Química
- Sociedad Alemana Bunsen de Química Física
- Asociación de Químicos Griegos
- Sociedad Química Húngara
- Instituto de Química de Irlanda
- Sociedad Química de Israel
- Sociedad Química Italiana
- Sociedad Química Lituana
- Asociación de Químicos de Luxemburgo
- Sociedad de Químicos y Tecnólogos de Macedonia
- Sociedad Química de Montenegro
- Sociedad Química Real Holandesa
- Sociedad Química Noruega
- Sociedad Química Polaca
- Sociedad Química Portuguesa
- Sociedad Electroquímica Portuguesa
- Sociedad Química Rumana
- Sociedad Química Rusa de Mendeleev
- Consejo Científico Ruso de Química Analítica
- Sociedad Química de Serbia
- Sociedad Química Eslovaca
- Sociedad Química de Eslovenia
- Real Sociedad Española de Química
- Sociedad Española de Química Analítica (SEQA)
- Sociedad Catalana de Química
- Sociedad Química Sueca
- Sociedad Química Suiza
- Sociedad Química Turca
- Royal Society of Chemistry

Miembros de apoyo:
- Instituto Europeo de Excelencia en Materiales Nanoporosos (ENMIX)
- Asociación de la Red Temática Europea de Química (ECTN)
- Federación Europea de Personal Directivo de las Industrias Químicas y Afines (FECCIA)
- Instituto Europeo de Investigación de Catálisis (ERIC)
- Federación Europea de Química Medicinal (EFMC)
- Centro Colaborativo Internacional de Química Sostenible (ISC3)
- ChemPubSoc Europa
- Consejo Nacional de Investigación de Italia (CNR)